# Stefano Paulovich-Lucich
Stefano Paulovich-Lucich, anche Stefano Paulowich-Lucich, in croato Stjepan Pavlović-Lučić (Macarsca, 7 agosto 1790 – Cattaro, 2 marzo 1853), è stato un vescovo cattolico dalmata.

## Biografia
Nato il 7 agosto 1790 a Macarsca, vicino Spalato, in una nobile famiglia dalmata, i Paulovich-Lucich, fece i primi studi seminariali a Padova. Successivamente diventò cappellano aulico, direttore del seminario arcivescovile di Spalato, docente a Spalato, e dal 1823 al 1825, fu scolaro dell'Istituto sublime di Vienna. Dal 1824, per conto del governo austriaco, assistette spiritualmente i condannati a morte dello Spielberg, dove erano imprigionati Silvio Pellico e Piero Maroncelli. Nominato vescovo di Cattaro nel 1828, morì il 2 marzo 1853.

## Genealogia episcopale
La genealogia episcopale è:
- Papa Giulio II
- Cardinale Raffaele Sansone Riario
- Papa Leone X
- Papa Paolo III
- Cardinale Francesco Pisani
- Cardinale Alfonso Gesualdo
- Papa Clemente VIII
- Cardinale Pietro Aldobrandini
- Cardinale Laudivio Zacchia
- Cardinale Antonio Barberini
- Cardinale Marcantonio Franciotti
- Papa Innocenzo XII
- Cardinale Leopold Karl von Kollonitsch-Lipót
- Cardinale Johann Philipp von Lamberg
- Arcivescovo Franz Anton von Harrach zu Rorau
- Arcivescovo Leopoldo Antonio Eleuterio Firmian
- Cardinale Leopoldo Ernesto Firmian
- Arcivescovo Joseph Adam von Arco
- Vescovo Leopold Raymund Leonhard von Thun und Hohenstein
- Arcivescovo Leopold Maximilian von Firmian
- Vescovo Jakob Frint
- Vescovo Stefano Paulovich-Lucich